# Art asiàtic

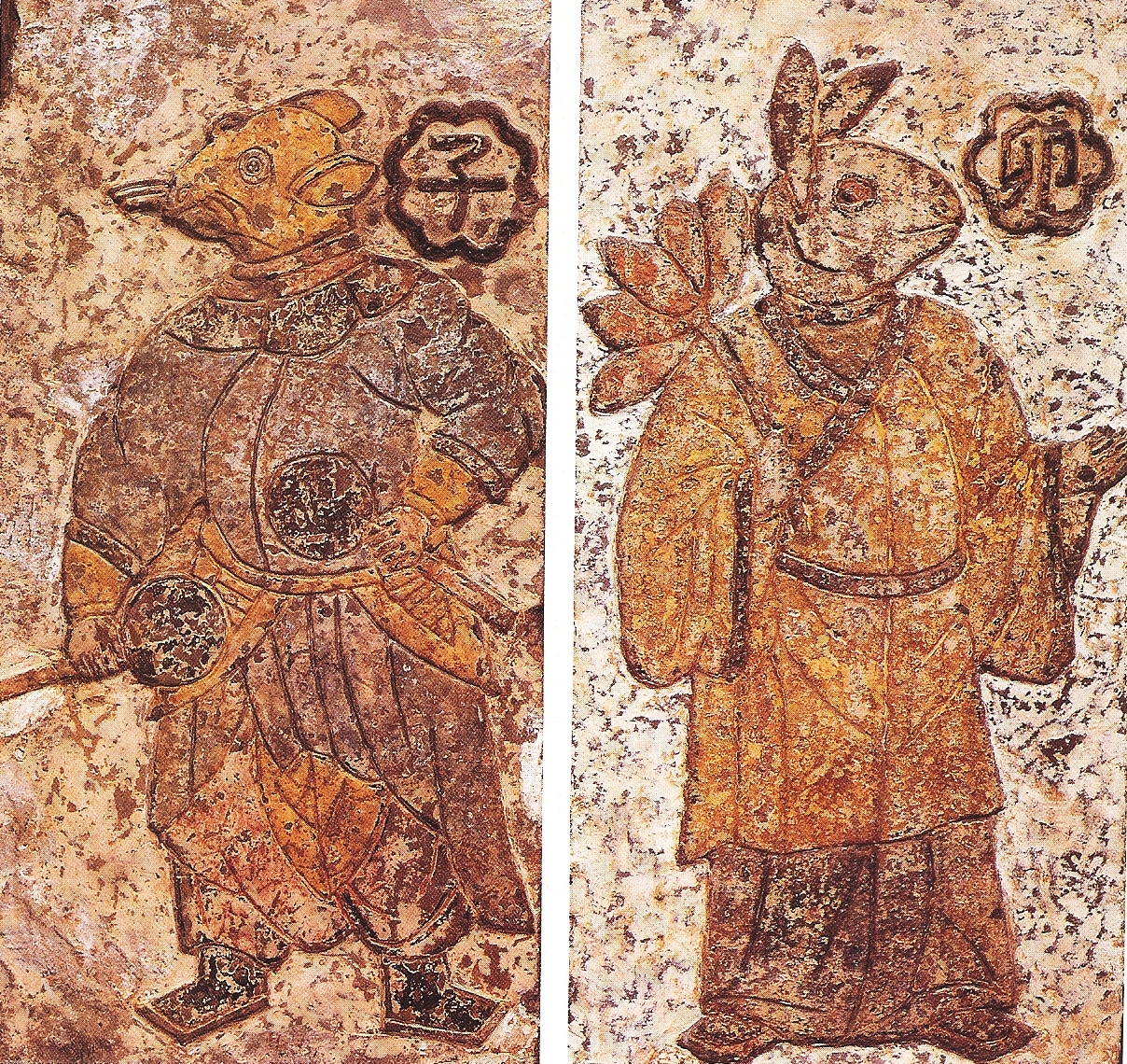
Pintures d'esperits guardians de la Dinastia Han de la Xina (202 aC - 220).

L'Art asiàtic fa referència a les manifestacions artístiques desenvolupades en tot el territori asiàtic.
El desenvolupament de l'art asiàtic, històricament paral·lel al de l'art occidental, en general és alguns segles més primerenc. Tant l'art africà, art islàmic, art jueu, art de l'Índia, art coreà, art xinès, i art japonès tenen una influència significativa sobre l'art occidental i viceversa. Els dos grans nuclis culturals són el xinès i l'índic, actuant ambdós de fars culturals a les seves zones d'influència respectiva.

## Diversos tipus d'art asiàtic

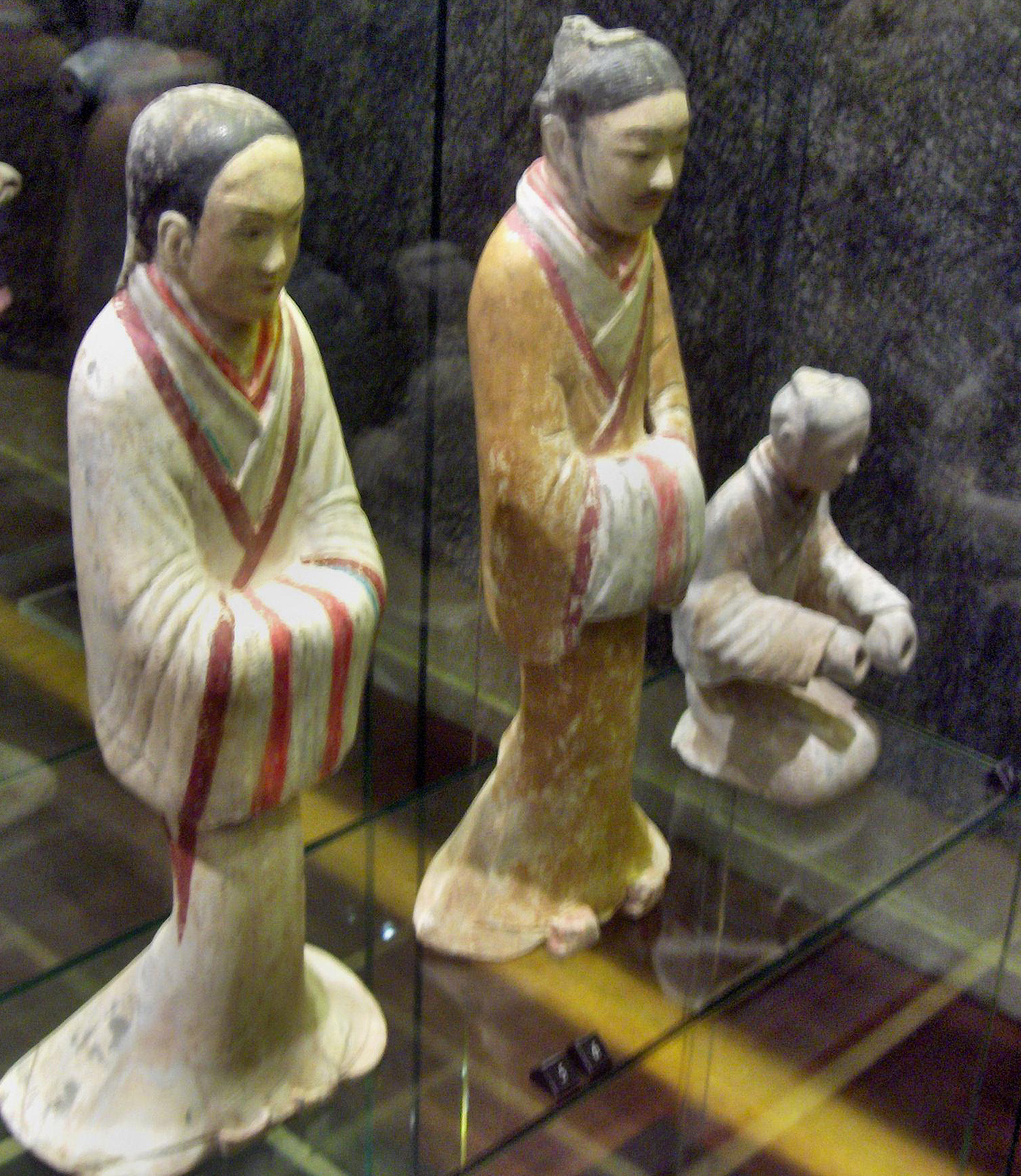
Ceràmica xinesa de la Dinastia Han.

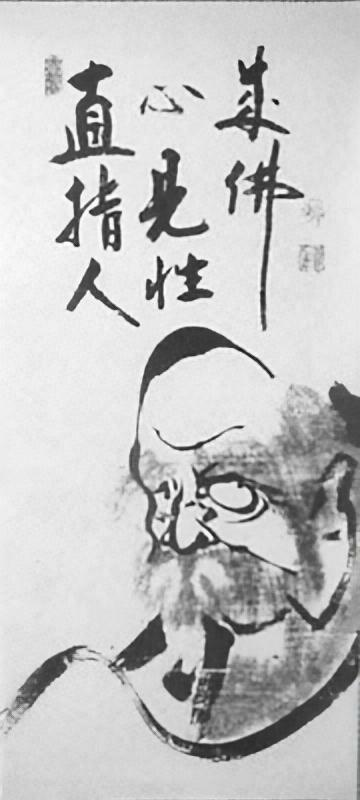
Art japonès, Hakuin Ekaku, cal·ligrafia (1686 - 1769).

- Art de l'Afganistan
- Art de l'Azerbaijan
- Art de Bali
- Art de Bhutan
- Art budista
- Art de Birmània
- Art xinès
- Art de l'Índia
- Art d'Indonèsia
- Art d'Iran
- Art d'Israel
- Art islàmic
- Art jueu
- Art japonès
- Art coreà
- Art de Laos
- Art persa-sassànida
- Arts de les Filipines
- Art de Tailàndia
- Art contemporani de Tailàndia
- Art tibetà
- Art turc
- Art de Vietnam
- Art de Cambodja

## Galeria

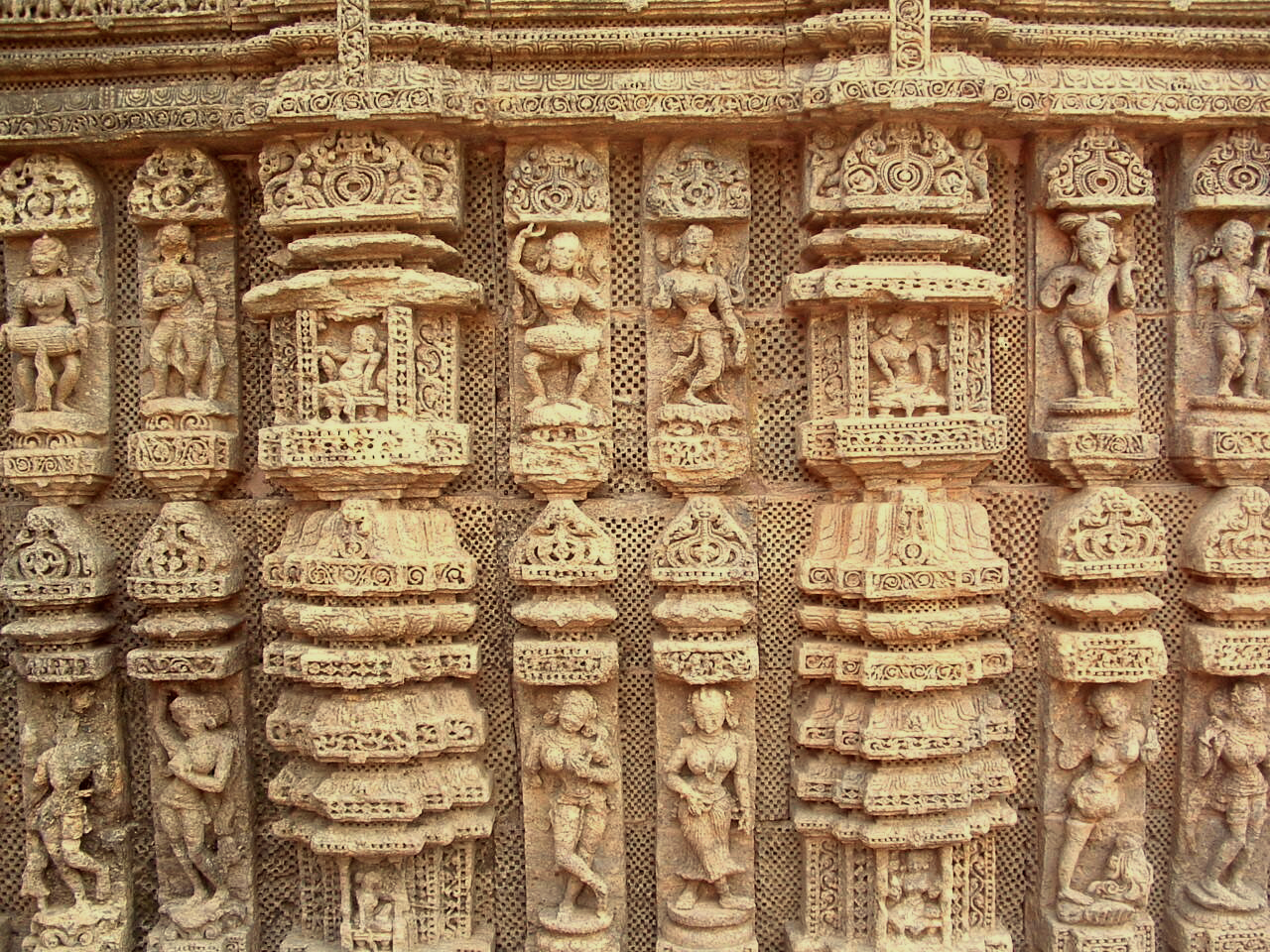
Art d'Índia, Temple del Sol, Konark.
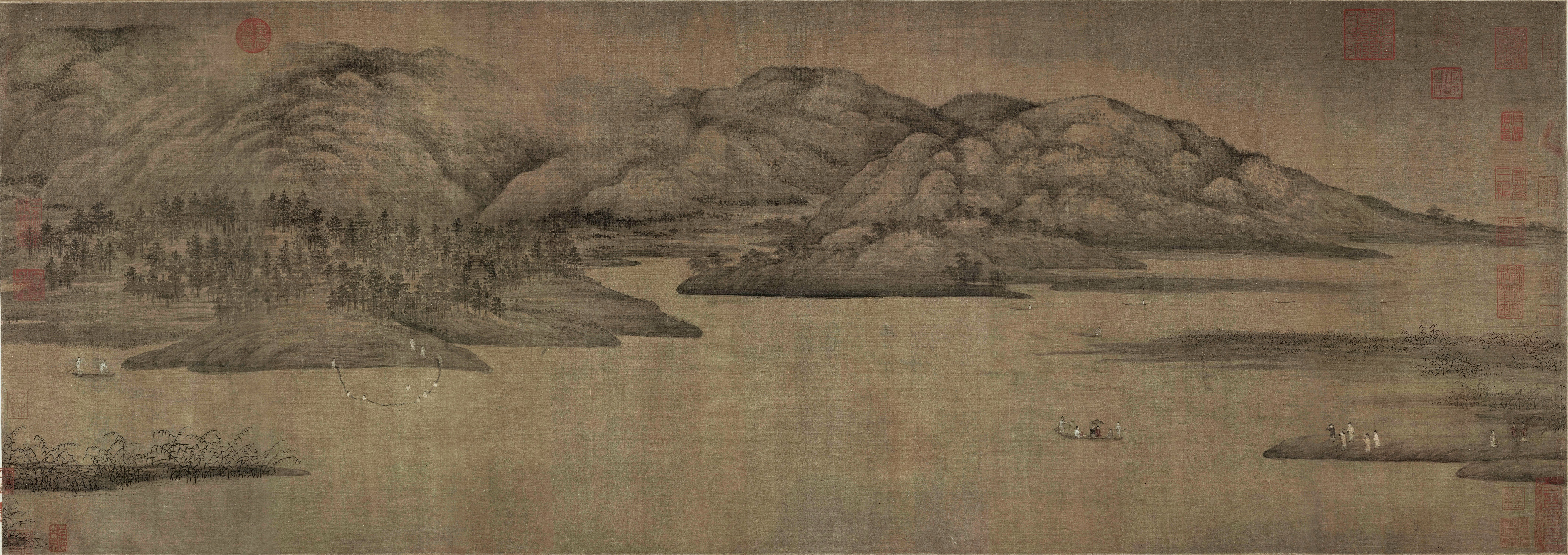
Art xinès per Dong Yuan (934–962).
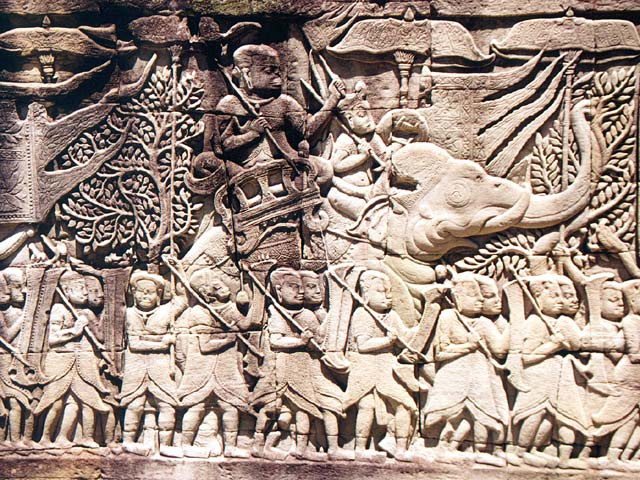
Art de Cambodja, any 1200
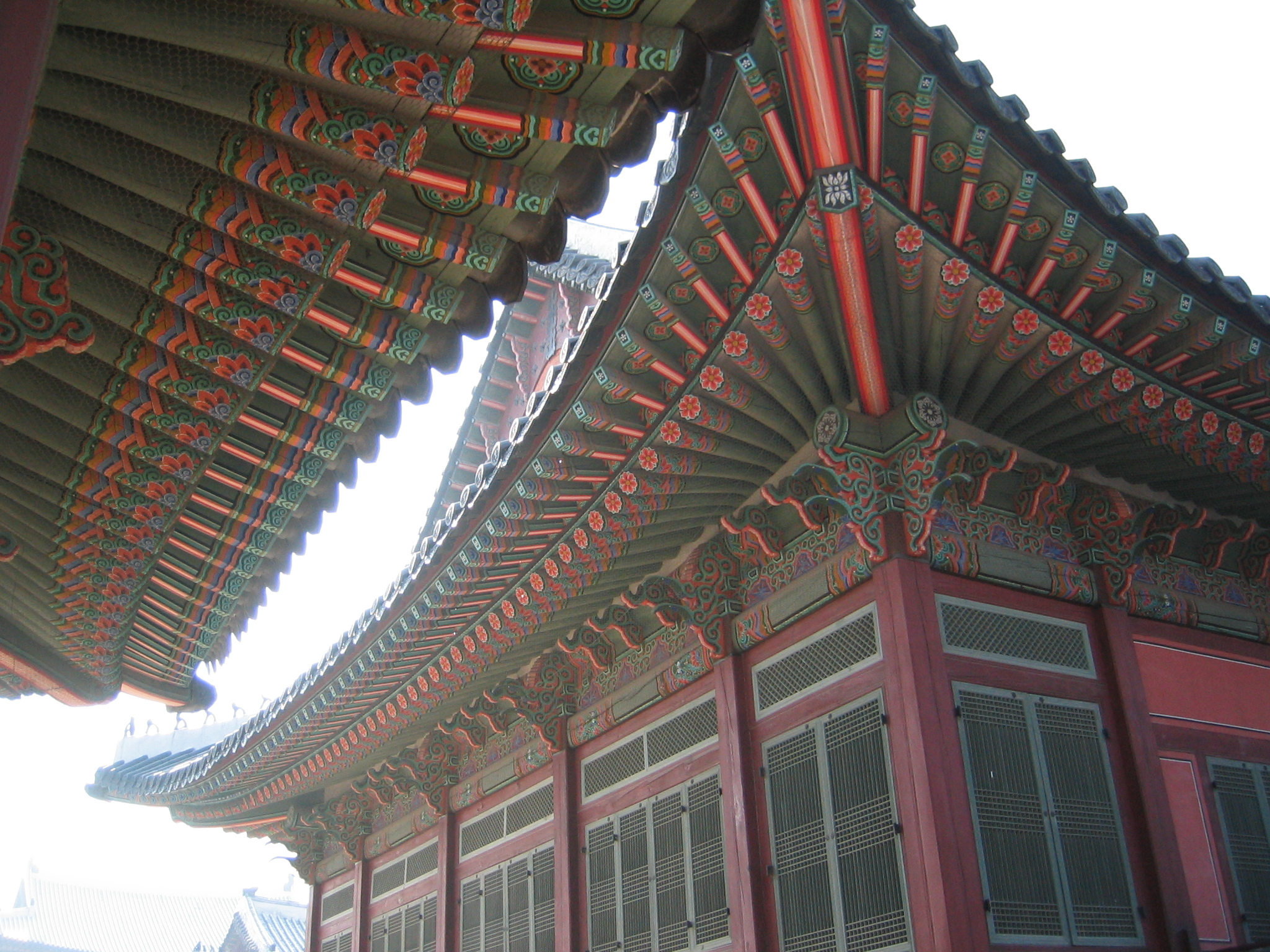
Art coreà.
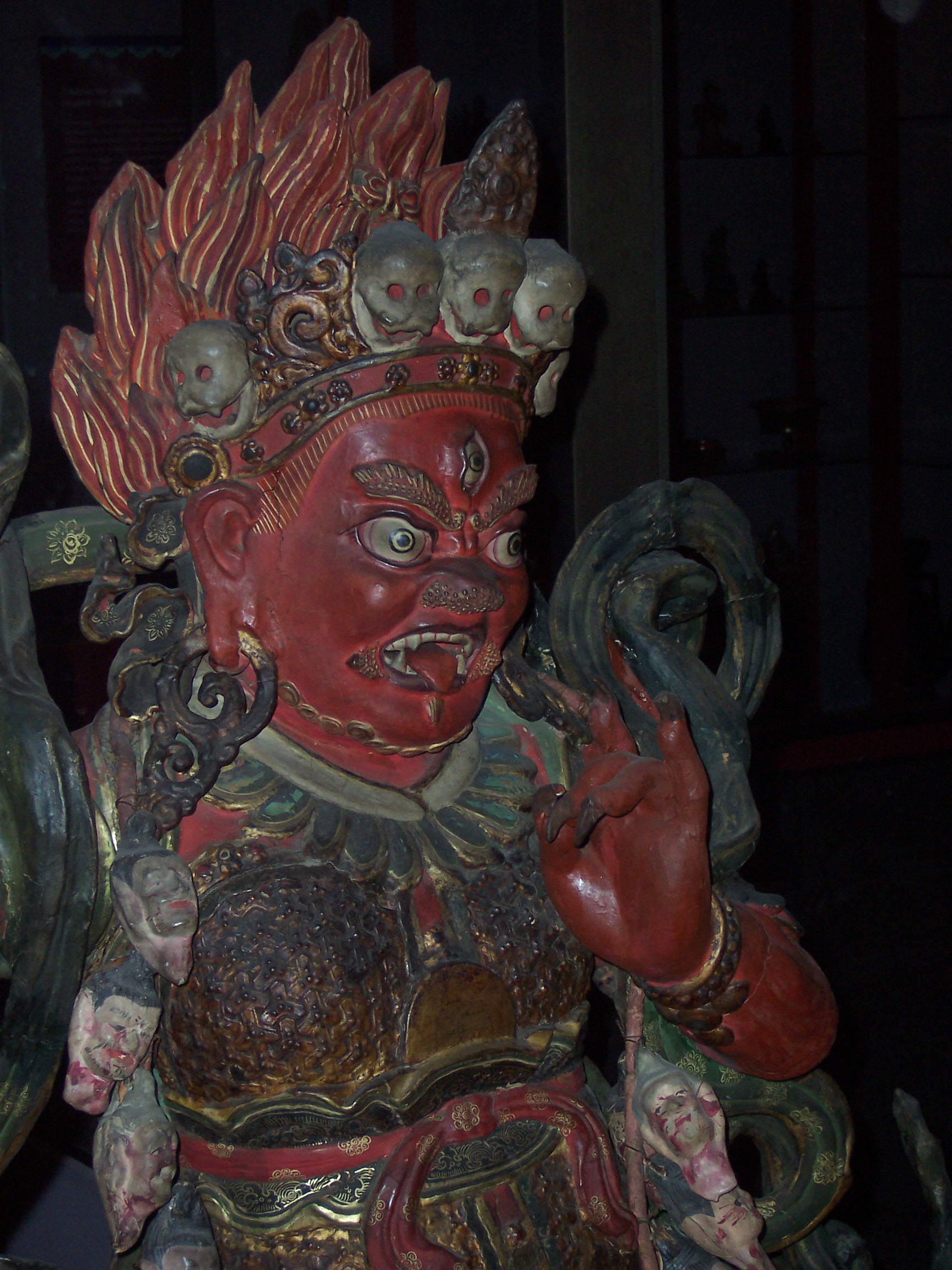
Art tibetà, Dharmapala.
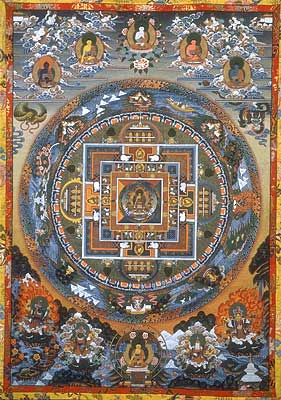
Art tibetà, Mandala
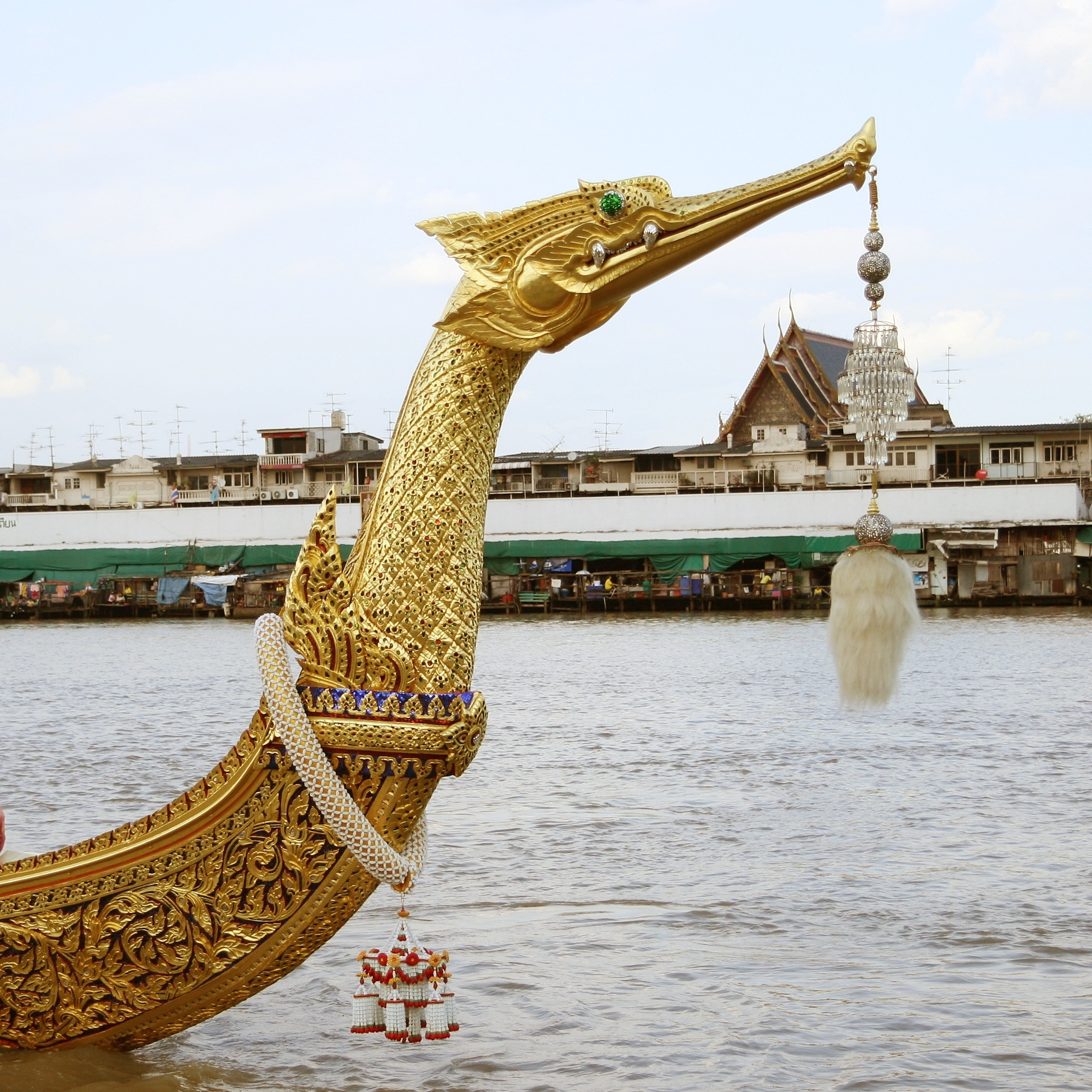
Art de Tailàndia
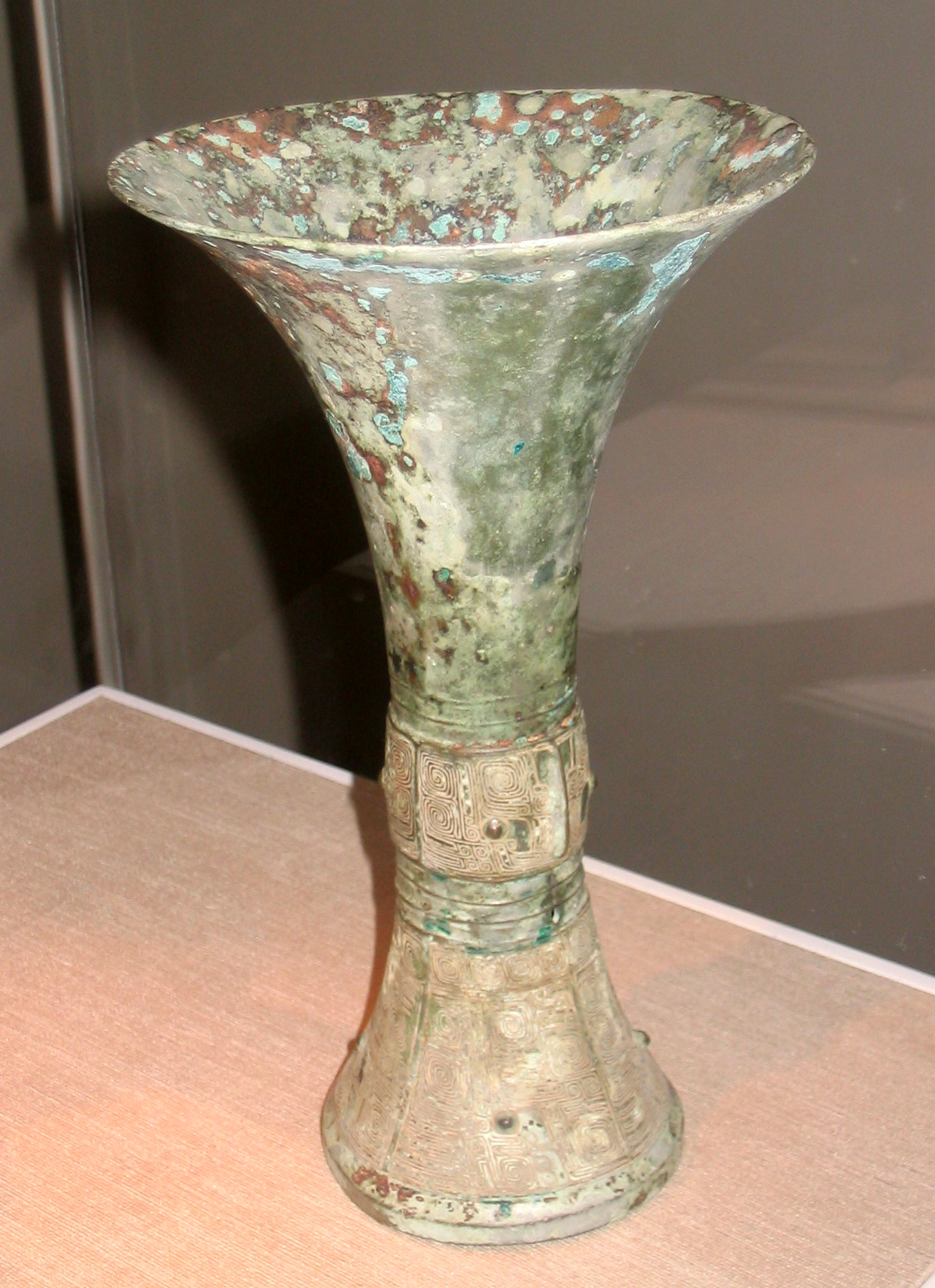
Dinastia Shang xinesa, segle xiii
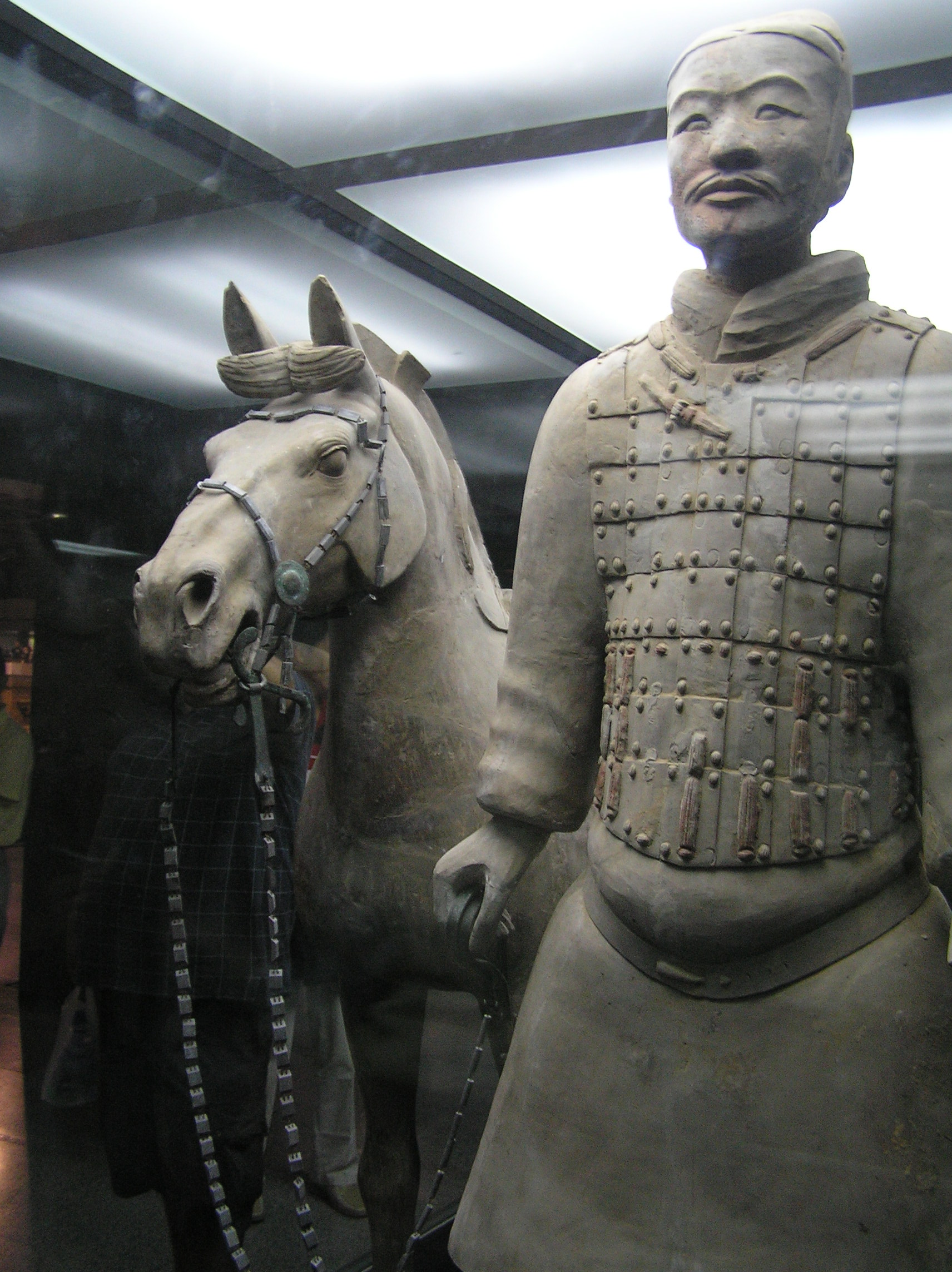
L'exèrcit de terracota, segle iii, Xina
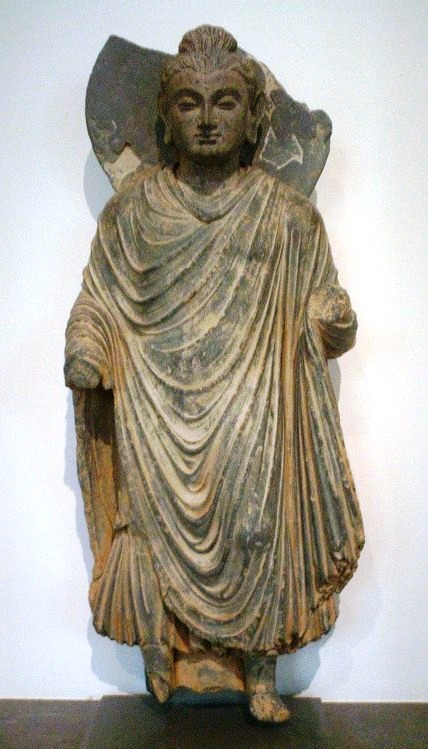
Buda de Gandhara, Pakistan, segle i, Musée Guimet
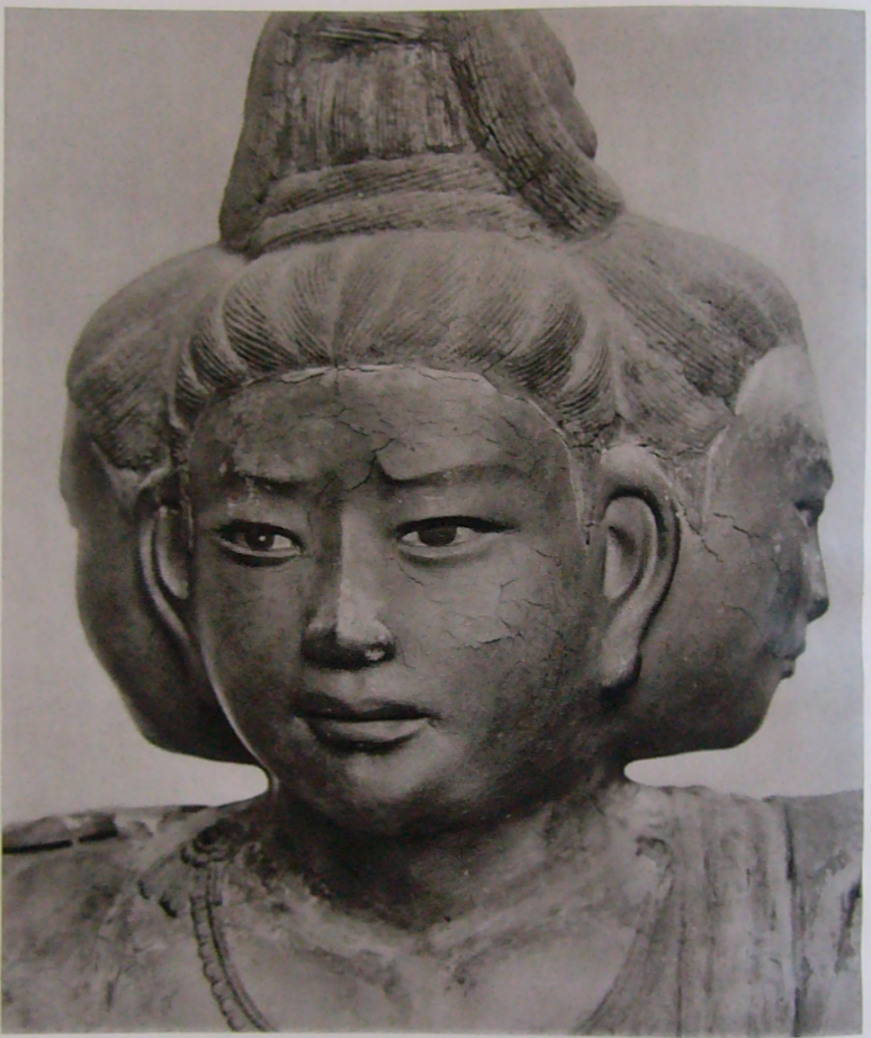
Asura a Kōfuku-ji, Nara, 734, Japó
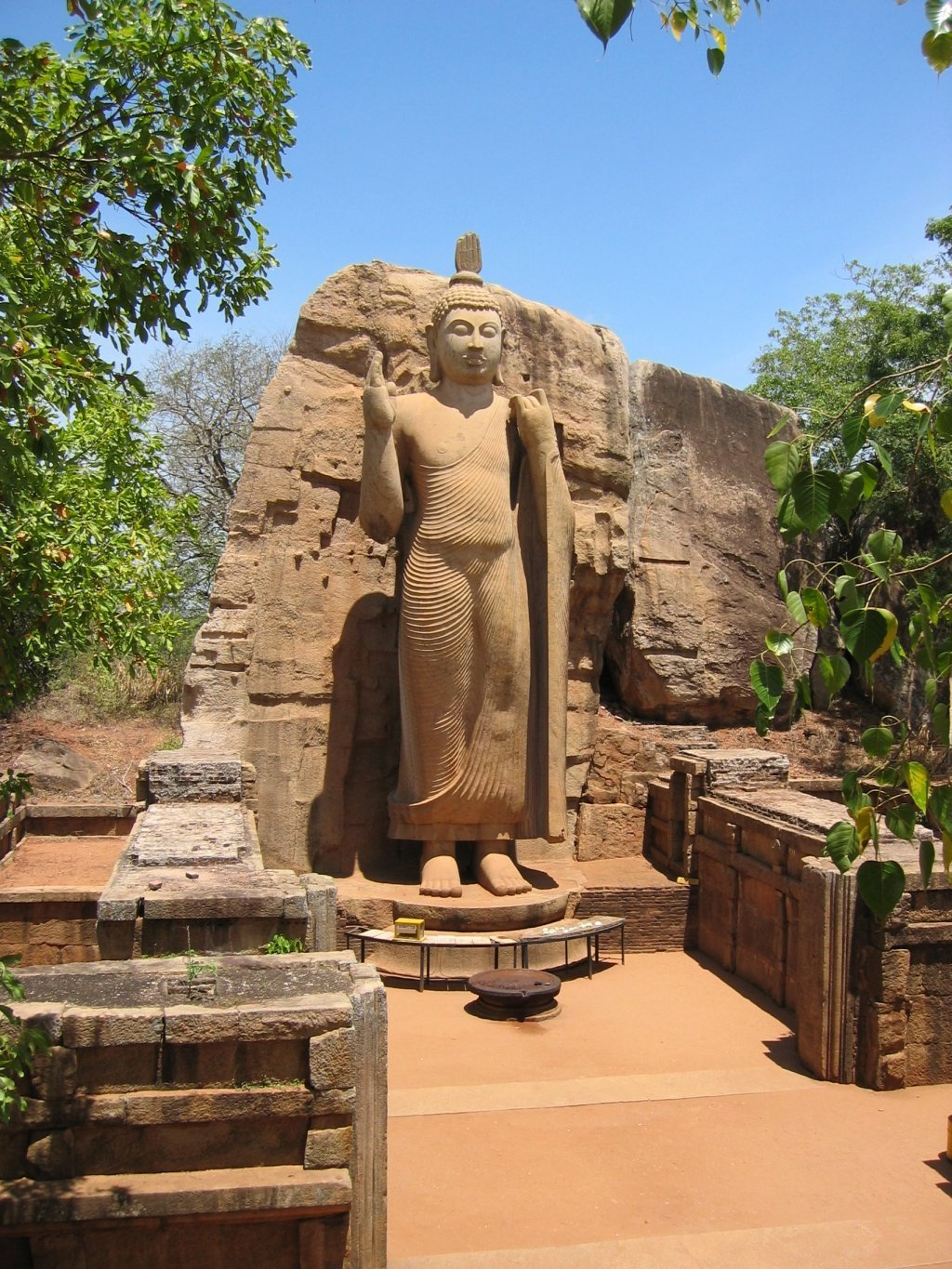
Buda del segle V d'Avukana, Sri Lanka
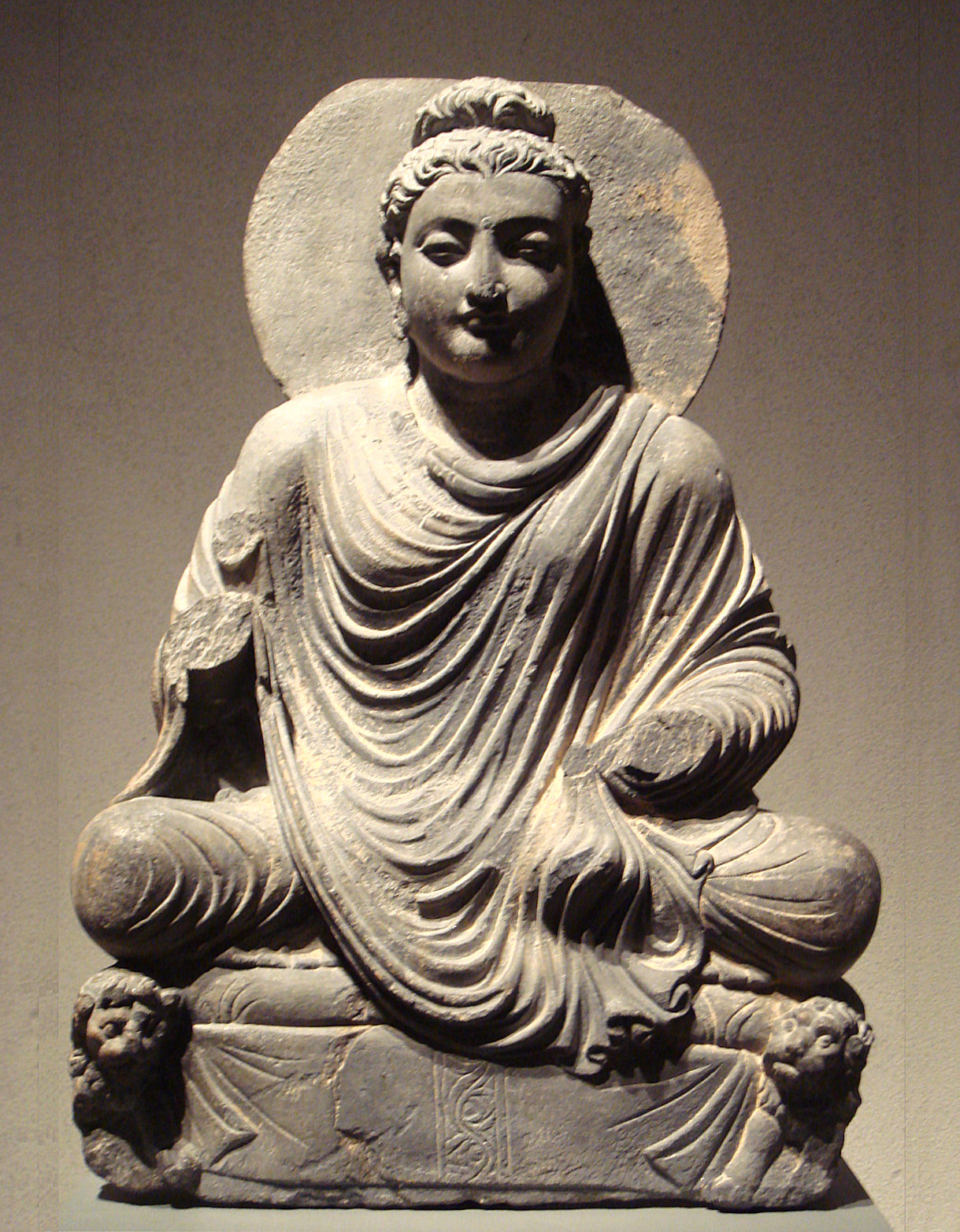
Buda de Gandhara, Segle II
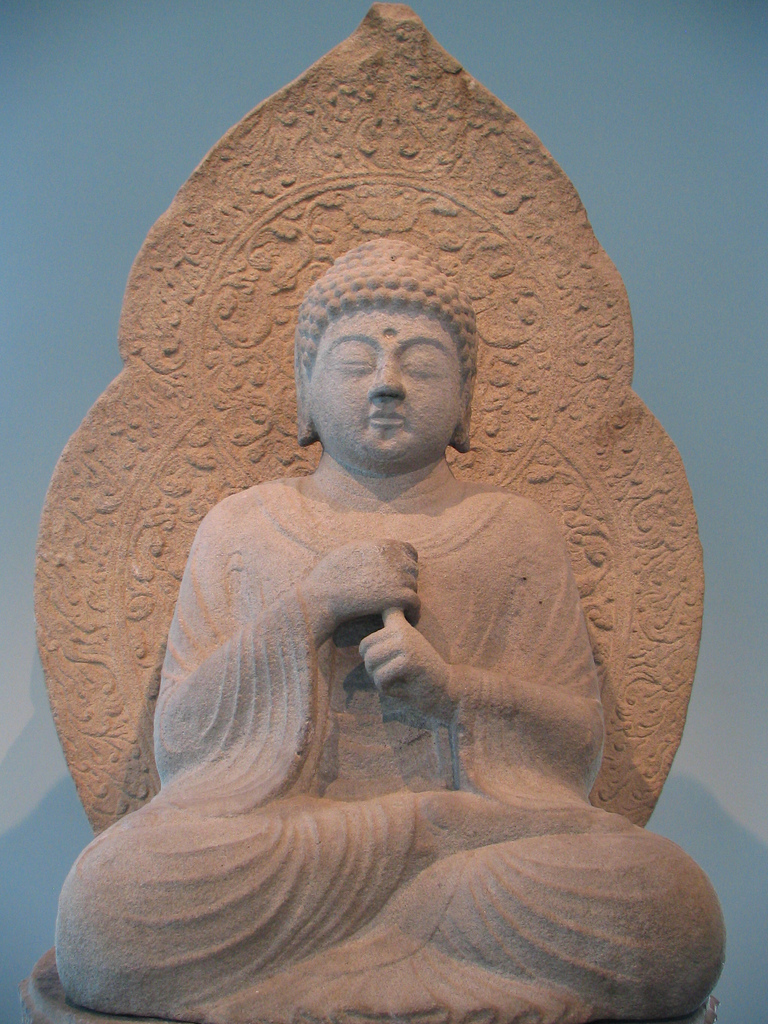
Escultura budista de la dinastia Silla, segle ix, Corea
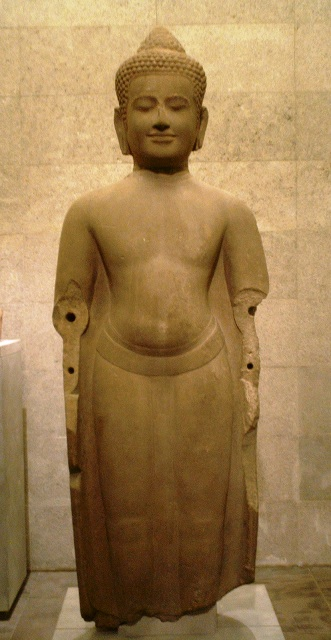
Buda, segle iv, Cambodja
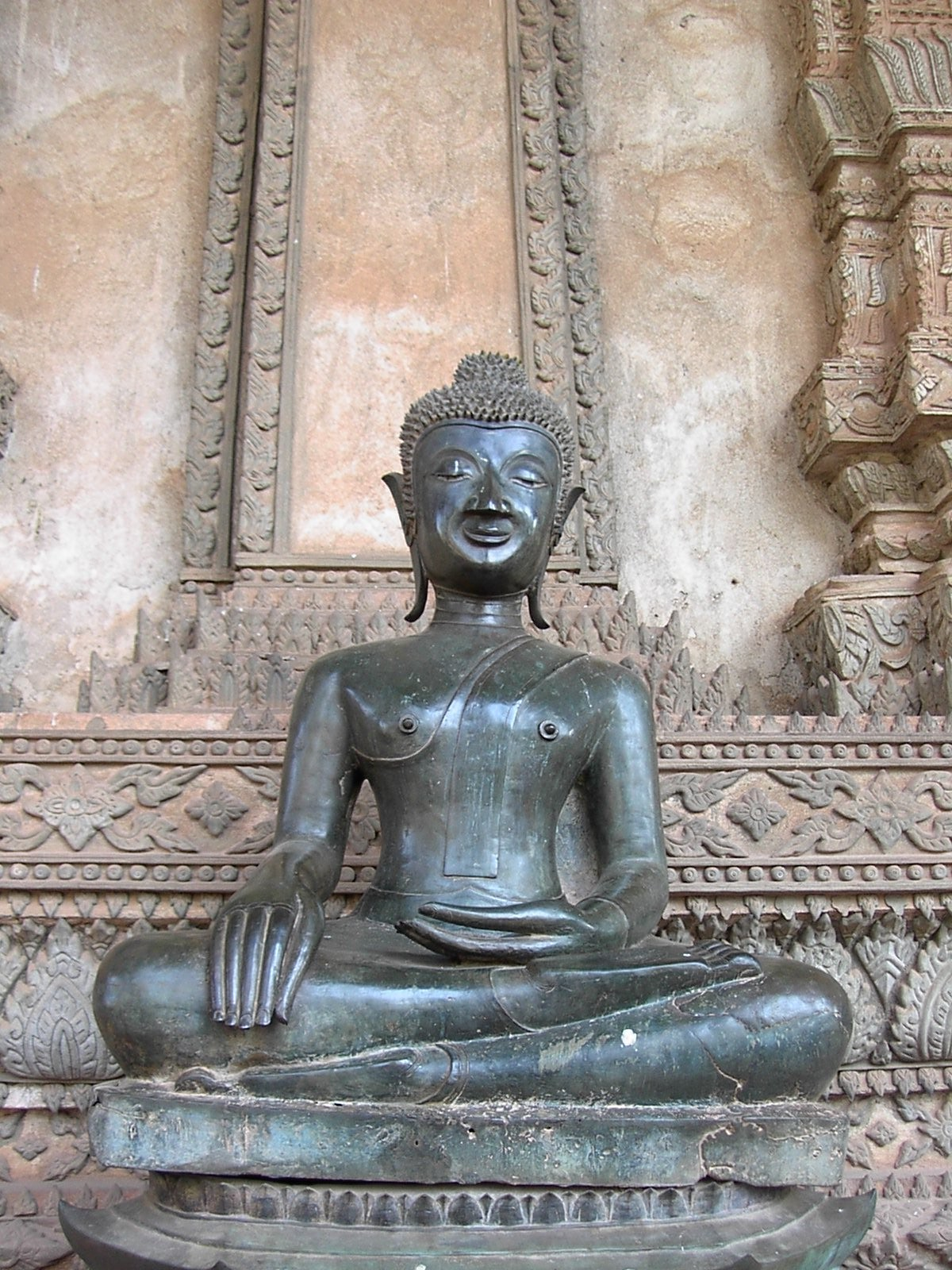
Buda amb les mans en posició bhūmisparsa mudrā, Temple Ho Phra Kaeo, Vientiane, Laos
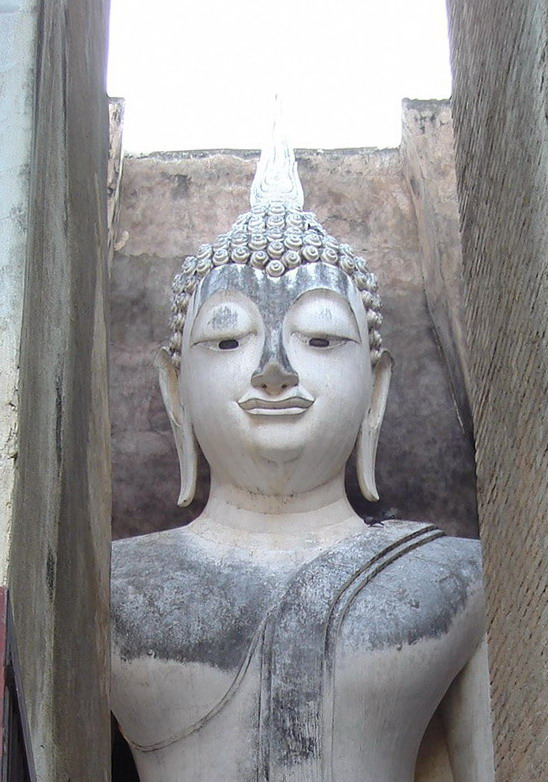
Buda a Wat Sichum, segle xiii, període Sukhothai, Tailàndia
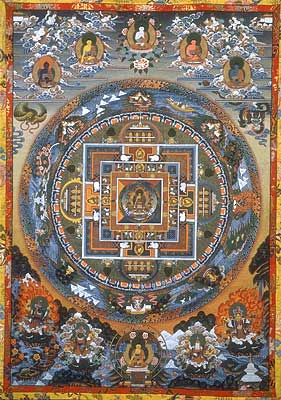
Mandala budista
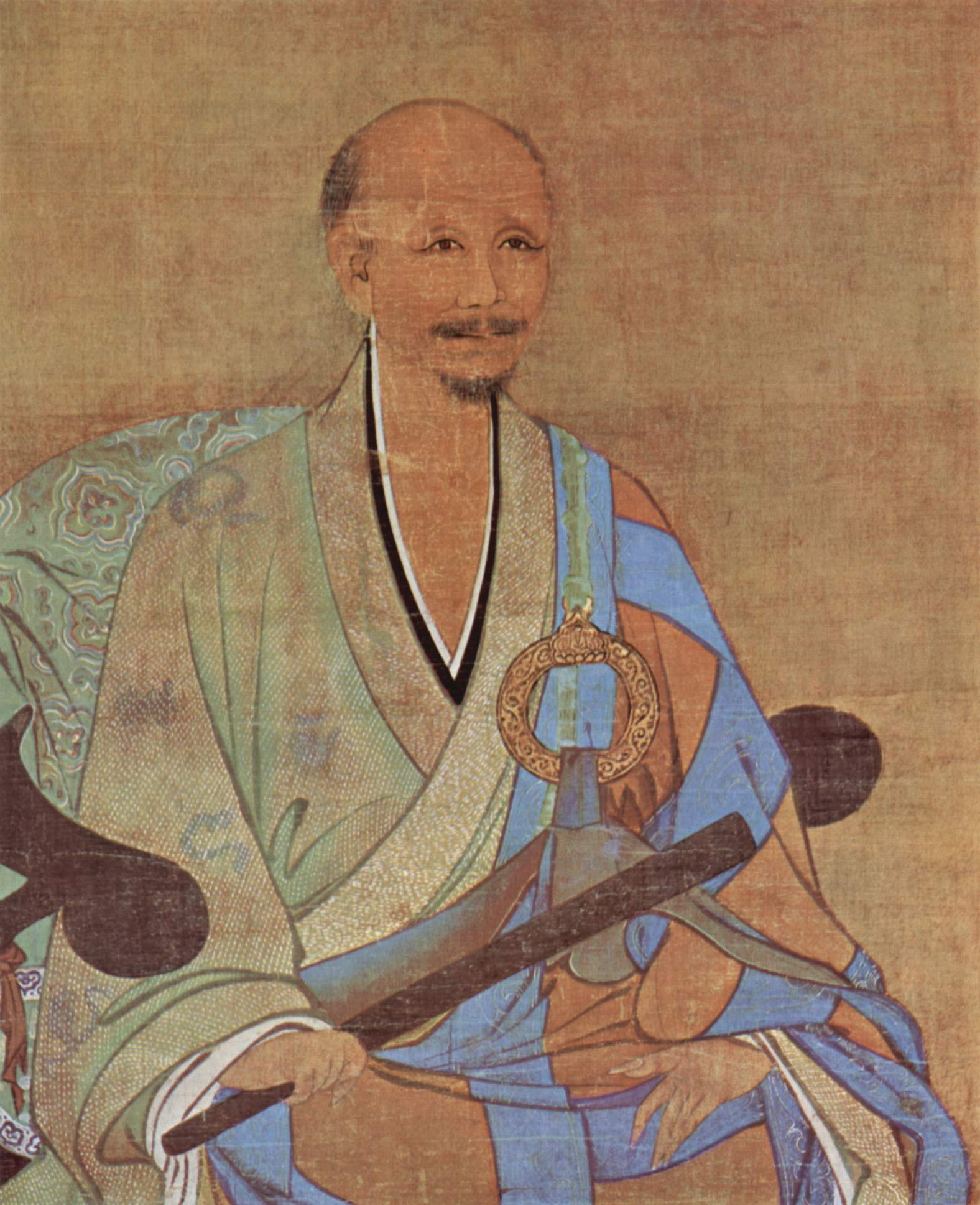
Wuzhun Shifan, Xina, any 1238
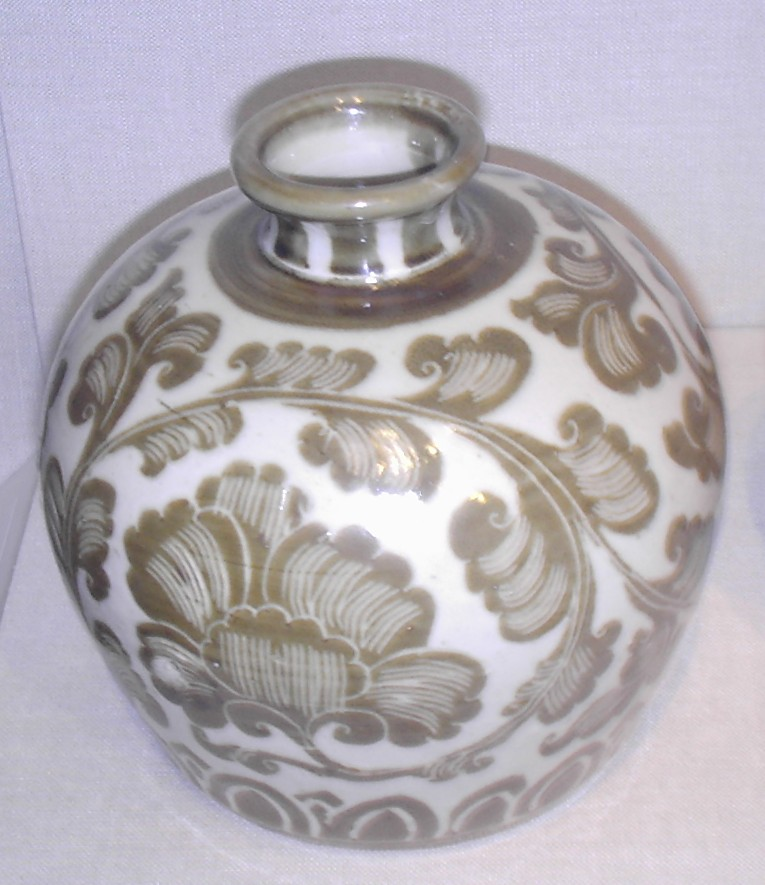
Ampolla de porcellana de la Dinastia Song xinesa
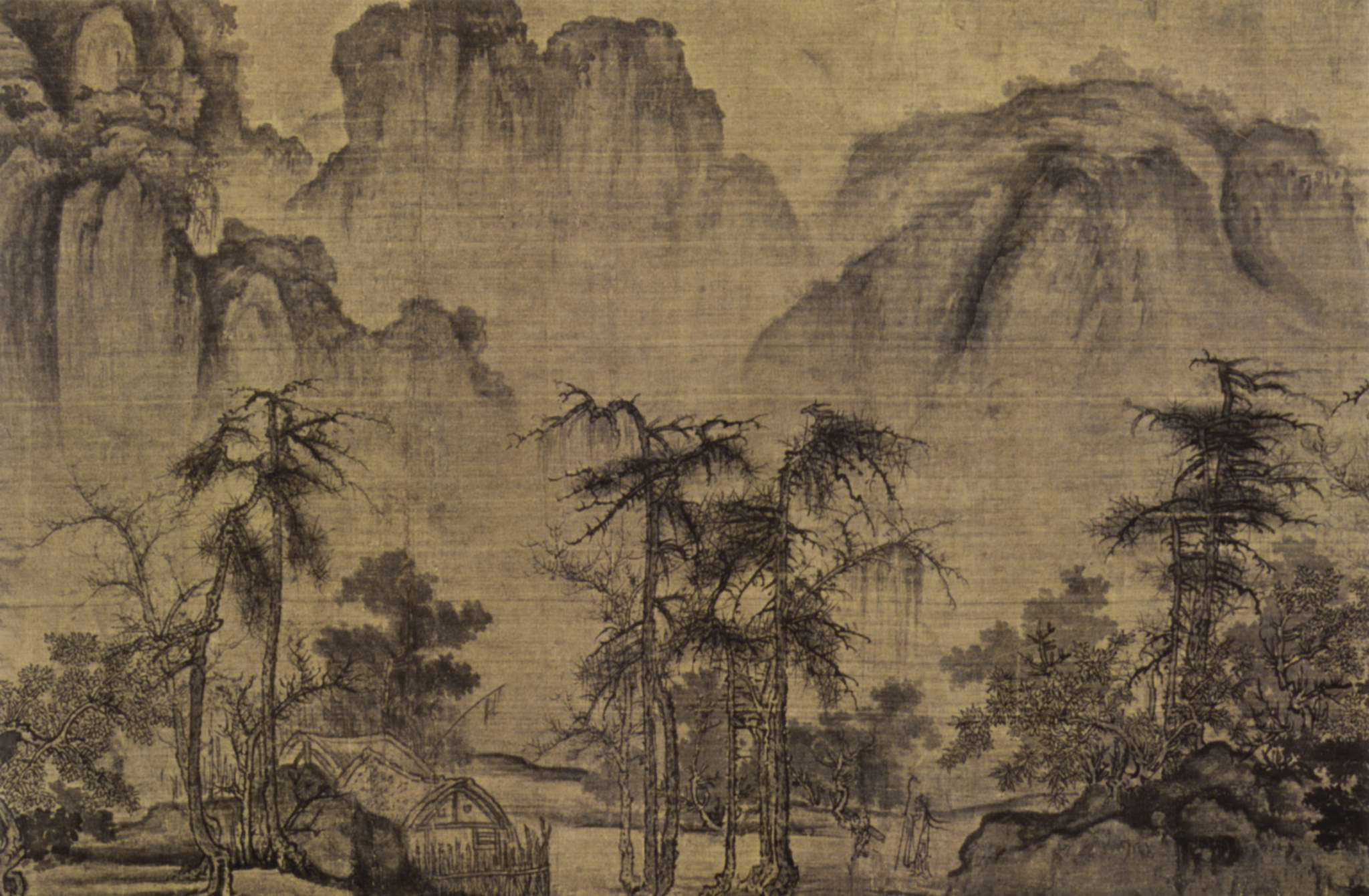
Tardor a la Vall del Riu, Guo Xi (1020–1090 AD), 1072, Xina
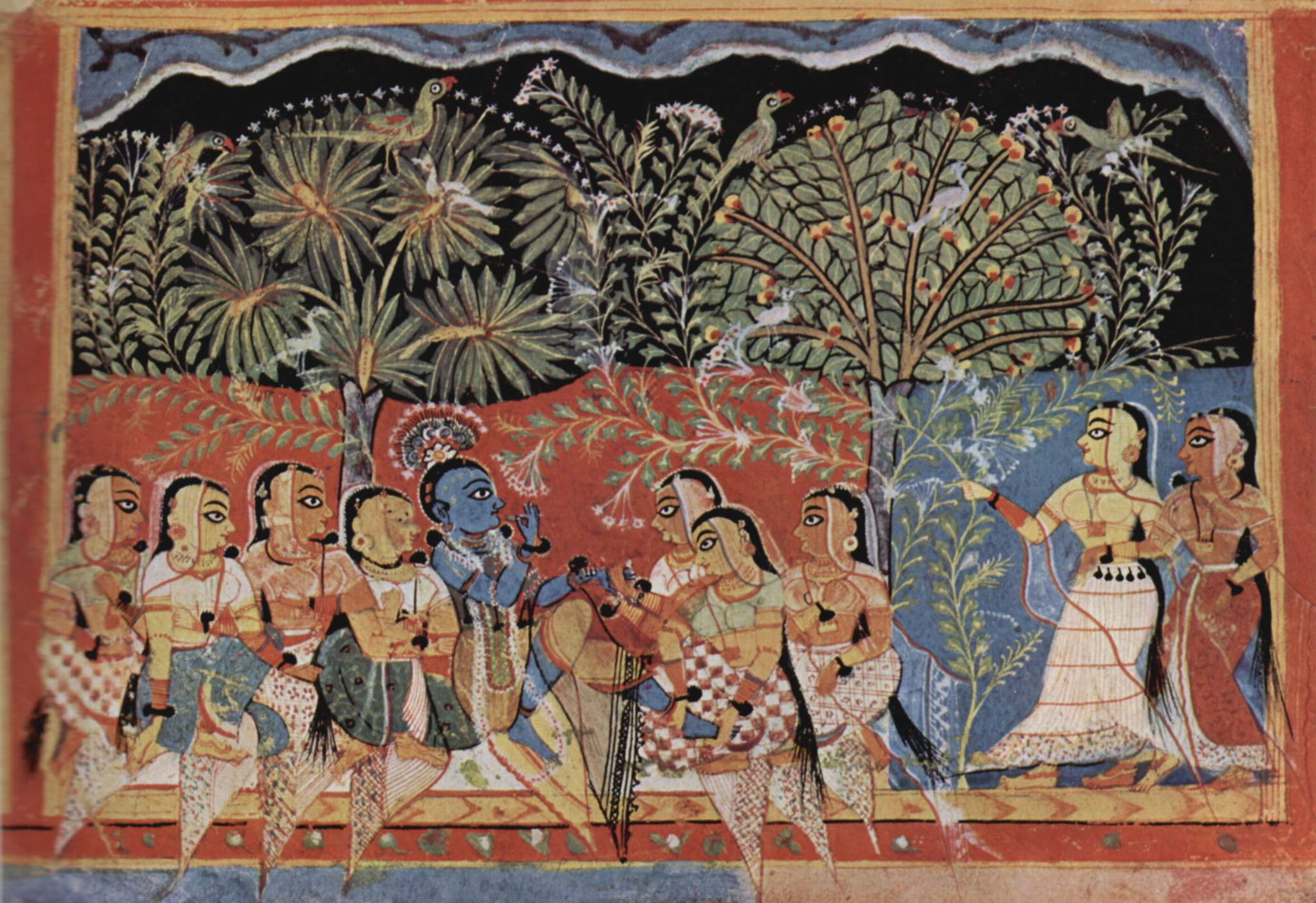
Manuscrit Gita Govinda de l'Índia, cap a 1500, Prince of Wales Museum, Bombai
Pins,, Hasegawa Tohaku, (1539–1610), Japó
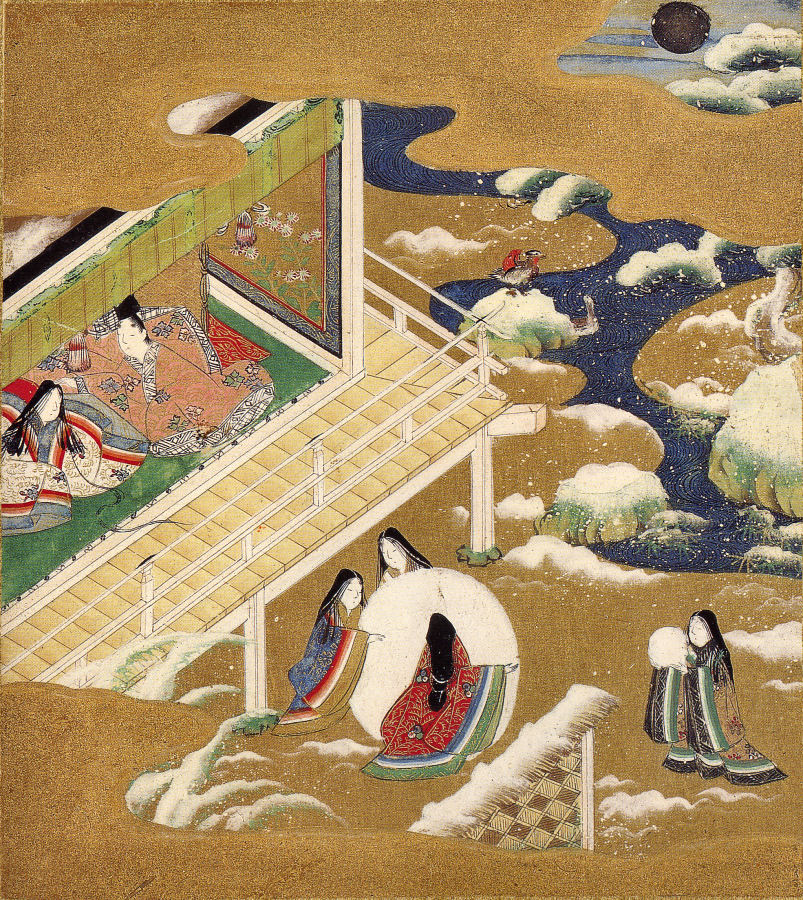
Genji Monogatari, Tosa Mitsuoki, (1617–1691), Japó
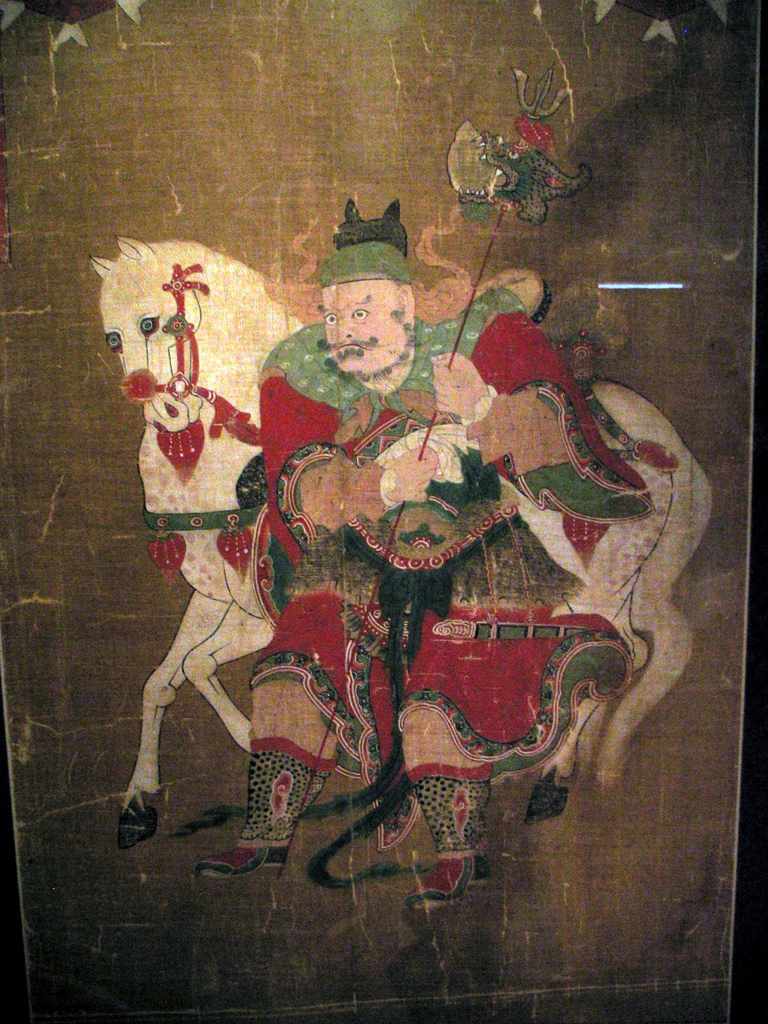
Un missatger de l'inframón, dinastia Joseon, Corea
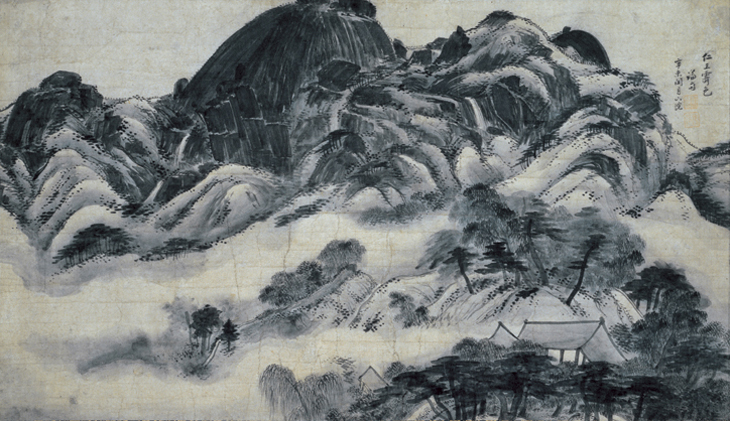
El Mont Inwang després de ploure Cheong Seon (1676–1759), Corea
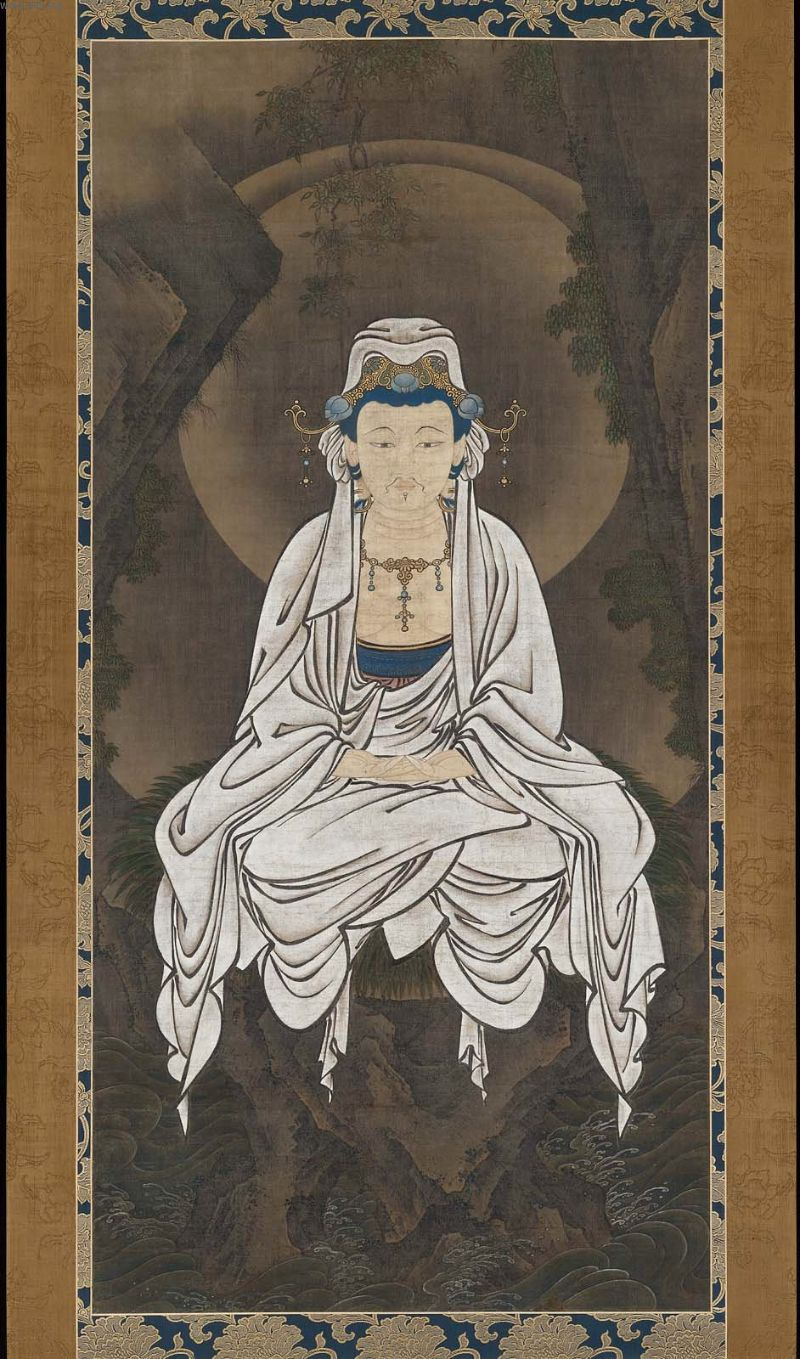
Bodhisattva de Compassió Kanō Motonobu (1476–1559), Japó
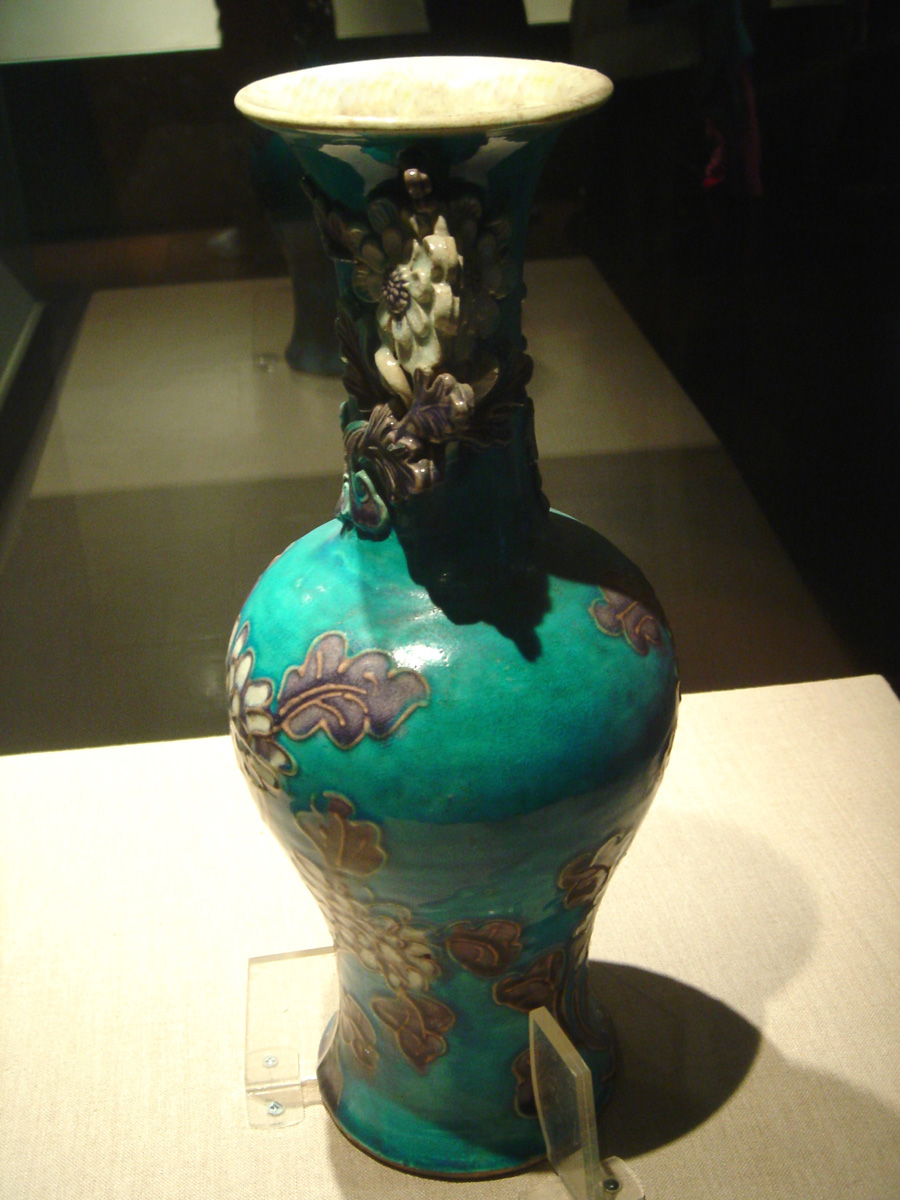
Gerro de porcellana amb estil de crisantem, dinastia Ming, 1368–1644 dC, xinès
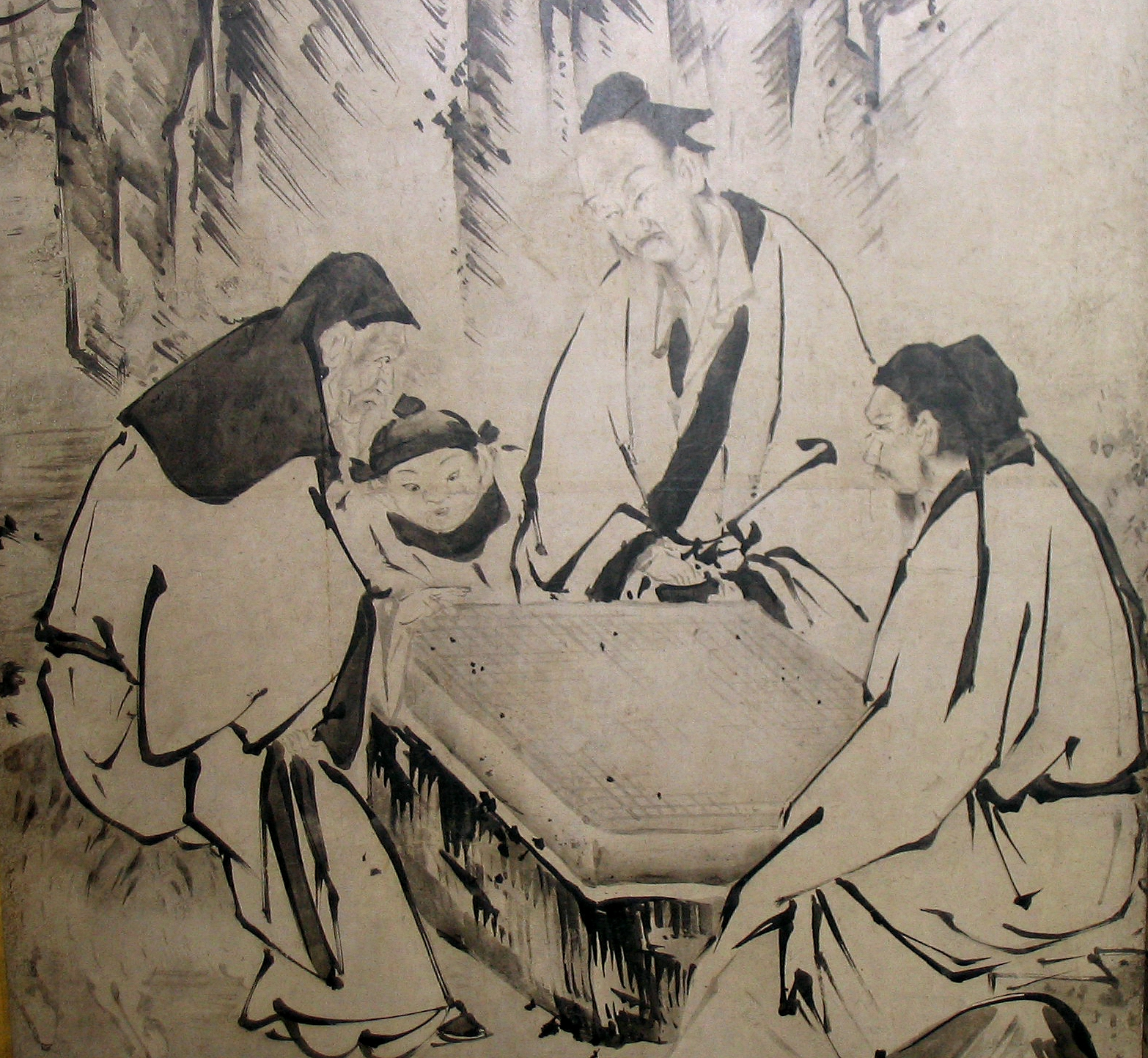
Kanō Eitoku (1543–1590), Japó
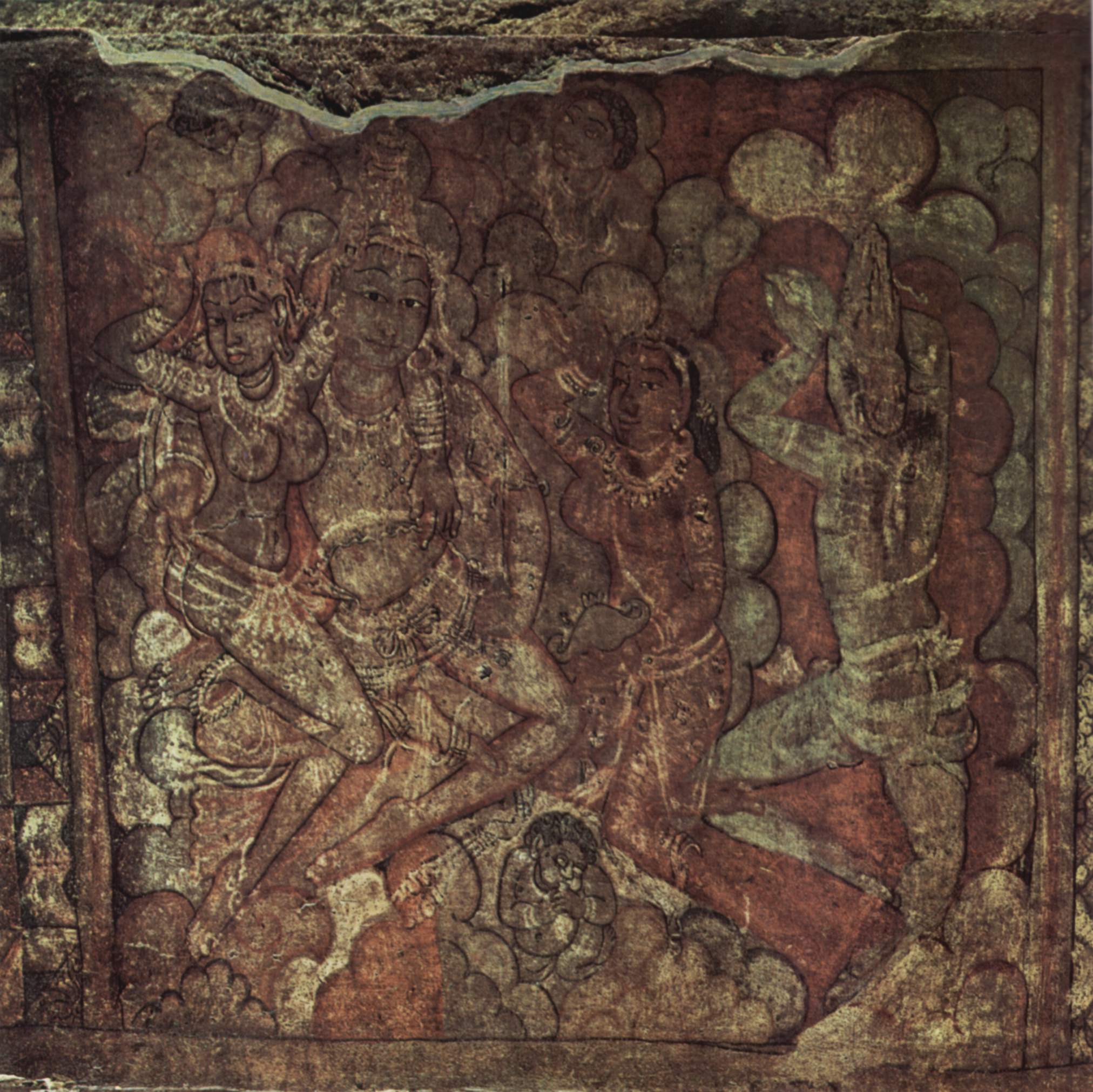
Mural, cap a 850, Índia
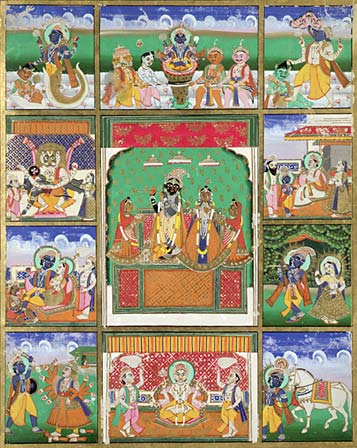
Visió de l'Hinduisme de Buddha com un dels 10 avatars de Vishnu pintura de cap al segle xix, Jaipur, Índia; Victoria and Albert Museum, Londres